# Classement mondial de snooker 1988-1989
Classement mondial, des joueurs de snooker du top 32 (et de quelques autres) pour la saison 1988-1989. Les points sont calculés en additionnant les points accumulés lors des deux saisons précédentes (1986-1987 et 1987-1988).
| no  | Nom               | Pays             |
| --- | ----------------- | ---------------- |
| 1   | Steve Davis       | Angleterre       |
| 2   | Jimmy White       | Angleterre       |
| 3   | Neal Foulds       | Angleterre       |
| 4   | Stephen Hendry    | Écosse           |
| 5   | Terry Griffiths   | Pays de Galles   |
| 6   | Cliff Thorburn    | Canada           |
| 7   | John Parrott      | Angleterre       |
| 8   | Tony Knowles      | Angleterre       |
| 9   | Mike Hallett      | Angleterre       |
| 10  | Dennis Taylor     | Irlande du Nord  |
| 11  | Joe Johnson       | Angleterre       |
| 12  | Silvino Francisco | Afrique du Sud   |
| 13  | Willie Thorne     | Angleterre       |
| 14  | Peter Francisco   | Afrique du Sud   |
| 15  | John Virgo        | Angleterre       |
| 16  | Cliff Wilson      | Pays de Galles   |
| 17  | Alex Higgins      | Irlande du Nord  |
| 18  | Rex Williams      | Angleterre       |
| 19  | Eddie Charlton    | Australie        |
| 20  | Tony Drago        | Malte            |
| 21  | Eugene Hughes     | Irlande          |
| 22  | Dean Reynolds     | Angleterre       |
| 23  | Dene O'Kane       | Nouvelle-Zélande |
| 24  | Doug Mountjoy     | Pays de Galles   |
| 25  | Steve Newbury     | Pays de Galles   |
| 26  | Barry West        | Angleterre       |
| 27  | John Spencer      | Angleterre       |
| 28  | David Taylor      | Angleterre       |
| 29  | Bob Chaperon      | Canada           |
| 30  | Steve Longworth   | Angleterre       |
| 31  | Tony Meo          | Angleterre       |
| 32  | Steve James       | Angleterre       |
| 37  | Kirk Stevens      | Canada           |
| 40  | Ray Reardon       | Pays de Galles   |
| 41  | Martin Clark      | Angleterre       |
| 45  | Gary Wilkinson    | Angleterre       |
| 47  | Bill Werbeniuk    | Canada           |
| 49  | Tony Jones        | Angleterre       |
| 65  | Graham Miles      | Angleterre       |
| 83  | Fred Davis        | Angleterre       |
| 92  | John Dunning      | Angleterre       |
| 94  | Jim Meadowcraft   | Angleterre       |
| 102 | Alain Robidoux    | Canada           |
| 103 | Patsy Fagan       | Irlande          |